# Hendrik Gerard van Os

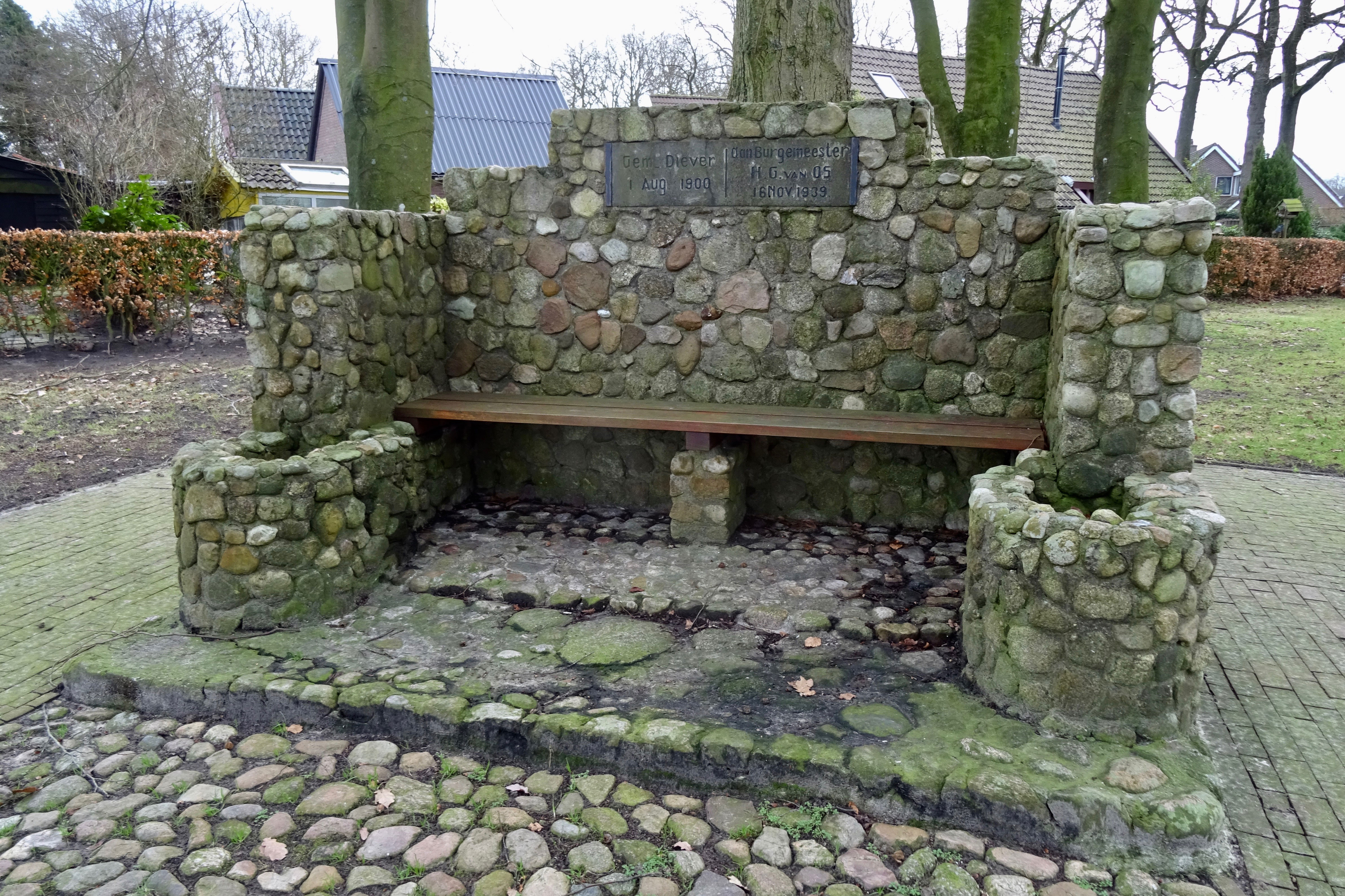
Bank geschonken in 1939 bij het afscheid van H.G. van Os na een bijna 40-jarig burgemeesterschap

Hendrik Gerard van Os (Frederiksoord, 16 november 1874 – 's-Gravenhage, 9 oktober 1958) was een burgemeester van de voormalige gemeente Diever in de Nederlandse provincie Drenthe.

## Leven en werk
Van Os werd in 1874 in Frederiksoord geboren als zoon van de secretaris van de Maatschappij van Weldadigheid Leonard Willem van Os (1844-1900) en Leentje Mulder. Zijn vader werd kort na zijn geboorte op 1 januari 1875 geïnstalleerd als burgemeester van Diever. Van Os volgde in 1900 zijn vader - na diens overlijden - op als burgemeester van Diever. Van Os was op het moment van zijn benoeming werkzaam als commies bij de gemeentesecretarie van Kampen. Zijn vader was 25 jaar burgemeester van Diever geweest. Van Os zou deze functie bijna 40 jaar vervullen. Na zijn benoeming in 1900 werd hij tevens benoemd tot gemeentesecretaris en ambtenaar van de burgerlijke stand van Diever. Hij nam, aldus zijn necrologie in het Nieuwsblad van het Noorden, het initiatief tot de oprichting van tal van verenigingen. Ook richtte hij de coöperatieve boerenleenbank op. Hij was de drijvende kracht achter de restauratie van het Schultehuis in Diever. Van Os werd in 1939 ter gelegenheid van zijn afscheid als burgemeester benoemd tot ridder in de Orde van Oranje Nassau. Ook werd bij die gelegenheid in Diever ter ere van hem een natuurstenen bank geplaatst.
Hij trouwde op 31 juli 1903 met Saakje Lena van der Veen. Van Os overleed in 1958 op 83-jarige leeftijd in 's-Gravenhage.